# La vie ne suffit pas
La vie ne suffit pas est un film musical de Gaëtan Chataigner, publié en [DVD-fr] en 2006 et retraçant la tournée 2006 de Cali. Cette tournée faisait suite à l'album Menteur paru en 2005.
Le film, entre fiction et réalité, alterne entre des scènes montrant Cali, ou son fantôme, errant dans des paysages naturels après un accident de voiture, et des passages sur scène, enregistrés à Lille, Rezé et Perpignan.

## Liste des chansons
| No  | Titre                              | Durée |
| --- | ---------------------------------- | ----- |
| 1.  | La symphonie inachevée de Schubert |       |
| 2.  | Qui se soucie de moi               |       |
| 3.  | Menteur                            |       |
| 4.  | Je m'en vais (après Miossec)       |       |
| 5.  | L'Exil                             |       |
| 6.  | Pauvre Garçon                      |       |
| 7.  | Dolorosa                           |       |
| 8.  | Différent                          |       |
| 9.  | Pablito (inédit)                   |       |
| 10. | Roberta                            |       |
| 11. | Je sais                            |       |
| 12. | L'Amour parfait                    |       |
| 13. | Elle m'a dit                       |       |
| 14. | C'est quand le bonheur             |       |